# Heidi Wunderli-Allenspach

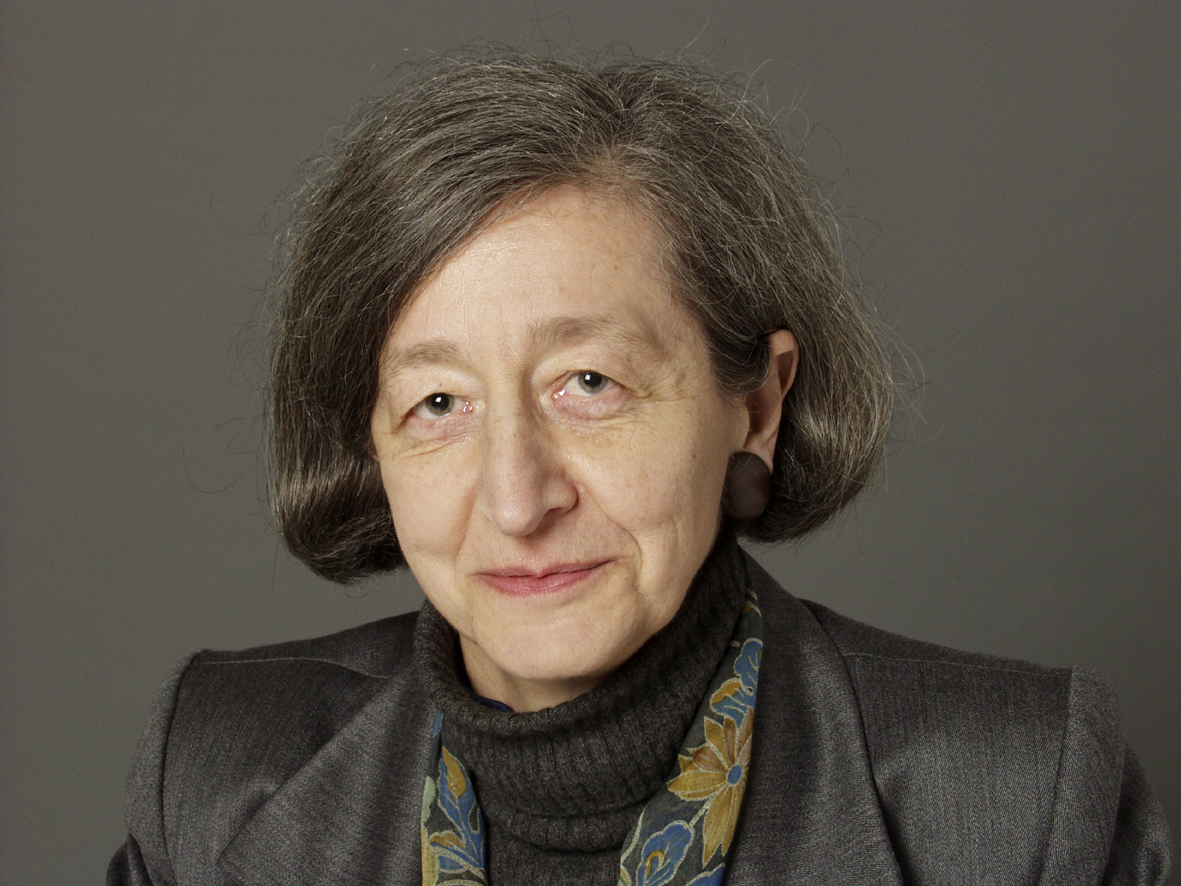
Heidi Wunderli-Allenspach (2003)

Heidi Wunderli-Allenspach (* 1. Januar 1947 in Niederuzwil; heimatberechtigt in Zürich) ist eine Schweizer Biologin und Biopharmazeutin. Sie war zwischen 1. September 2007 und 31. Juli 2012 Rektorin der ETH Zürich.

## Leben
Heidi Wunderli-Allenspach studierte Biologie an der Abteilung für Naturwissenschaften der ETH Zürich sowie bei Konrad Akert am Institut für Hirnforschung der Universität Zürich im Bereich der Elektronenmikroskopie. Nach ihrem Studienabschluss absolvierte sie ein postgraduales Studium für experimentelle Medizin und Biologie an der Uni Zürich. Sie  promovierte unter Betreuung des Molekularbiologen Eduard Kellenberger und des Mikrobiologen und Genetikers Werner Arber am Biozentrum der Universität Basel. Anschliessend war sie zwei Jahre an der Duke University in Durham (North Carolina), drei Jahre am Schweizerischen Institut für Experimentelle Krebsforschung ISREC in Epalinges und drei Jahre am Institut für Immunologie und Virologie der Universität Zürich als Postdoc tätig.
1986 wurde sie Assistenzprofessorin an der ETH Zürich, 1992 wurde Wunderli-Allenspach zur ausserordentlichen Professorin ernannt. 1995 erfolgte die Berufung als ordentliche Professorin für Biopharmazie am Institut für Pharmazeutische Wissenschaften der ETHZ. Sie war zudem Vorsteherin des Departements Chemie und Angewandte Biowissenschaften der ETH Zürich.
Heidi Wunderli-Allenspach wurde am 4. Juli 2007 in Nachfolge von Konrad Osterwalder zur Rektorin der ETH Zürich gewählt und trat das Amt am 1. September 2007 an. Sie ist die erste Frau im Rektorenamt der ETH Zürich. Mit ihrer Emeritierung trat sie per 31. Juli 2012 von ihrem Amt zurück. Als Nachfolger wurde im Dezember 2011 Lino Guzzella bestimmt.
Vom November 2008 bis September 2018 war sie Mitglied im Hochschulrat der TU Darmstadt. Den Vorsitz in diesem Gremium hatte sie seit 2009 inne.

## Wirken
Die Forschungsschwerpunkte von Heidi Wunderli-Allenspach  sind zellbiologische Aspekte der Biopharmazie sowie Entwicklung von relevanten Zellkultur-Modellen für den Stofftransport durch Epithelien und durch die Blut-Hirn-Schranke sowie der Einsatz von Lipidmembranen für Verteilungs- und Permeationsstudien. Zentrale Bedeutung ihrer Arbeit ist die konfokale Lichtmikroskopie.